# Virgin Orbit
Virgin Orbit was een in 2017 opgericht Amerikaans privaat ruimtevaartbedrijf dat onderdeel uitmaakte van de Virgin Group van Richard Branson. Het hoofdkantoor en de rakettenfabriek waren gevestigd in Long Beach, Californië en de dagelijkse leiding was in handen van president Dan Hart. Het bedrijf ging in 2023 failliet waarna het werd opgeheven.

## Geschiedenis
Virgin Orbit was een voormalige divisie van Virgin Galactic die de LauncherOne ontwikkelde om daarmee lichte satellieten te lanceren. Op 2 maart 2017 werd deze divisie een zelfstandig bedrijf binnen de Virgin Group.
In 2019 klaagde Virgin Orbit satellietinternetbedrijf OneWeb aan omdat het 35 van de 39 overeengekomen lanceringen annuleerde. OneWeb weigerde echter een groot deel van het overeengekomen annuleringsbedrag van 70 miljoen dollar te betalen.
Op 17 januari 2021 wist Virgin Orbit voor het eerst een aantal lichte satellieten in een baan om de aarde te brengen.
Nadien bleef het aantal lanceringen laag waardoor er eind 2022 al angst voor een liquiditeitsprobleem ontstond. Toen begin 2023 de zesde lancering mislukte en andere lanceringen daarop moesten worden uitgesteld bleek die angst niet langer ongegrond en moest het bedrijf in maart 2023 het grootste deel van zijn personeel op onbetaald verlof sturen. Op 4 april 2023 werd een faillissement onder Chapter 11 (van Title 11 van de United States Code) aangevraagd. Virgin Group wilde bij voorkeur Virgin Orbit in haar geheel verkopen, liever dan haar bezittingen los te verkopen en daarvan haar schulden af te lossen. Dit lukte niet. Op 23 mei 2023 werd een eerste deel van de boedel geveild. Stratolaunch kocht lanceervliegtuig Cosmic Girl, Rocket Lab kocht de rakettenfabriek in Long Beach en Launcher nam de testfaciliteiten op de Mojave Air and Space Port over. Deze veiling leverde 36 miljoen dollar op. De productieapparatuur wordt op een later moment geveild. Virgin Orbit maakte die dag bekend dat ze na het afronden van de verkoop van de boedel het bedrijf zullen opheffen. De inboedel van de fabriek werd een paar weken later aan Firefly Aerospace verkocht.

## LauncherOne
De LauncherOne is een air-to-orbit tweetrapsraket waarvan de ontwikkeling in 2007 begon. Deze draagraket is in staat om ladingen tot 200 kg in een zonsynchrone baan (SSO) om de aarde te brengen. Er zijn sinds 2012 contracten voor diverse lanceringen afgesloten.

### Voortstuwing
In eerste instantie werd een raketmotor genaamd NewtonOne ontwikkeld voor de tweede trap. Een uitvergroting daarvan genaamd NewtonTwo zou de eerste trap voortstuwen. Uiteindelijk werd de krachtiger NewtonThree ontwikkeld. En deze laatste zal nu worden gebruikt voor de eerste trap. Voor de tweede trap is de NewtonFour ontwikkeld.

### Cosmic Girl
De Cosmic Girl is een Boeing 747-41R die eerder dienst deed als passagiersvliegtuig bij Virgin Atlantic. Dit toestel is aangepast om als draagvliegtuig voor de LauncherOne te dienen. In eerste instantie wilde Virgin Galactic de White Knight Two die ook het SpaceShipTwo lanceert voor dit doeleinde gebruiken. De reden daar vanaf te zien was dat de White Knight voor de testfase van de LauncherOne onvoldoende beschikbaar zou zijn omdat deze ook voor het SpaceShipTwo programma beschikbaar moet zijn. Bij de zoektocht naar een geschikt vliegtuig bleek de Boeing 747 al een versteviging in de linkervleugel te hebben waaronder een vracht gemonteerd kan worden. Oorspronkelijk was die versteviging bedoeld om een reserve straalmotor te kunnen vervoeren naar een plaats waar die nodig is. In 2016 werd de voltooiing van de aanpassing van Cosmic Girl gemeld. Het vliegtuig is flink gestript. Vloeren en tussenwanden zijn eruitgehaald. Het bovendek is omgebouwd tot lanceercentrum en er zijn enkele vip-zitplaatsen voor de klant.
In mei 2022 werd bekend dat Virgin Orbit nog twee Boeing 747-400 door L3Harris laat ombouwen tot draagvliegtuig. Deze zullen geschikt zijn om gelijktijdig twee raketten te dragen en kunnen ook de grondsystemen meenemen naar het vliegveld vanwaar een lanceervlucht vertrekt.

### Testvluchten

#### Eerste lancering
Op 29 juni 2018 verkreeg Virgin Orbit de FAA-licentie voor de eerste lancering van de LauncherOne. Deze zou vanaf Guam plaatsvinden maar dat plan werd later aangepast. In voorbereiding op die lancering moest de Cosmic Girl testvluchten met een dummyraket maken en deze ook tijdens de laatste testvlucht afkoppelen waarna deze terug naar de aarde valt. Die droptest gebeurde op 10 juli 2019. In het najaar van 2019 zou de Cosmic Girl nog een aantal testvluchten met een volgetankte raket doen. Daarna hoopte Virgin Orbit nog in 2019 tot de eerste lancering te komen. Maar zoals vaak het geval is in de ruimtevaart industrie kon de testvlucht niet op die termijn worden gehaald. Op 12 april 2020 hield Virgin Orbit de generale repetitie die nodig is om tot lanceringen over te gaan. Op 1 mei was alle data bekeken en bleek de generale repetitie een succes. Op de eerste lancering werd gepoogd een educatieve satelliet van Virgin Group in een baan om de Aarde te brengen. Wat die satelliet precies zou doen zou pas na de lancering bekendgemaakt worden. Het lanceervenster voor Virgin Orbit’s eerste lancering opende op 24 mei 2020. Die dag moest de vlucht worden afgeblazen omdat een sensor defect was. Na reparatie vertrok de Cosmic Girl de volgende dag om 18:56 UTC vanaf de Mojave Air and Space Port voor een eerste poging tot lancering die ruim voor de kust van Californië ten zuiden van Vandenberg Air Force Base moest plaatsvinden naar een polaire baan. Daarvoor vloog het draagvliegtuig enkele malen een ovaal traject tot men de raket op de juiste plaats losliet. Bij de eerste passage van het lanceerpunt detecteerde de computer dat Cosmic Girl zich op de juiste plaats bevond. Tijdens de tweede passage werd de raket losgelaten en de eerste trap ontstak zijn Newton III motor. De lancering ondervond kort daarna een anomalie en werd daarop afgebroken en kan als onvoltooid worden beschouwd. De oorzaak werd gevonden in het breken van een hogedrukleiding voor zuurstof waardoor de toevoer van zuurstof naar de hoofdmotor stopte. Een onvoltooide eerste testvlucht van een raket komt vaker voor en wordt over het algemeen niet als een mislukking maar als een leermoment beschouwd waarmee een zwakke plek in het ontwerp aan het licht komt. Ook bij de lanceerbedrijven SpaceX, Rocket Lab en Astra haalden de eerste lanceringen de beoogde baan om de aarde niet.

#### Tweede testvlucht, Elena XX
Op 12 december 2020 gaf Virgin Orbit aan dat de raket en het draagvliegtuig klaar waren voor de tweede testvlucht, maar dat ze de vlucht hadden moeten uitstellen. Nogal wat personeelsleden van VO hadden een positieve test voor Covid-19 gehad. Hierdoor was de bezetting voor een lancering niet rond te krijgen.
Op 17 januari 2021 was het wel zover. De LauncherOne werd losgelaten startte, wierp na drie minuten de eerste trap af, startte de tweede trap, wierp de neuskegel af, haalde een parkeerbaan om de Aarde en schakelde de motor uit waarmee een periode van 30 minuten tot het herstarten van de tweede trap begon. De herstart was succesvol en de beoogde baan werd behaald om in opdracht van NASA negen CubeSats in hun baan los te laten.

### Anomalie

#### Vlucht 6
De zesde lancering van een LauncherOne op 10 januari 2023 mislukte. Cosmic girl die vanaf Spaceport Cornwall in het Verenigd Koninkrijk was vertrokken lanceerde de raket ten zuidwesten van Ierland. Tijdens de vlucht stopte de motor van de tweede trap voortijdig op een hoogte van 180 km. De raket haalde daardoor niet de orbitale snelheid en verbrande bij het terugvallen in de atmosfeer ten zuiden van de Canarische Eilanden. Het aandeel Virgin Orbit kelderde hierop flink.
Op 14 februari 2023 werd een tussenrapportage van het onderzoek naar de oorzaak vrijgegeven. Hieruit bleek dat er een brandstoffilter in de tweede trap was losgeschoten waardoor de brandstofpomp niet naar behoren werkte en de Newton 4-motor onvoldoende brandstof kreeg. Nadat een test dit bevestigde werd dit op 19 april 2023 ook de eindconclusie van het onderzoek.

### Optionele derde trap
In oktober 2019 gaf Virgin Orbit te kennen op zoek te zijn naar een raketmotor voor een aan de LauncherOne toe te voegen hoogenergetische derde trap. Deze trap is bedoeld om de interplanetaire snelheden te halen. Daarmee kunnen sondes tot 70 kilogram naar Mars worden gelanceerd en sondes tot 50 kilogram naar Venus.

## Uitbreiding luchtvloot
Door de groeiende vraag naar satellietlanceringen heeft Virgin Orbit begin mei 2022 een overeenkomst getekend met L3Harris Technologies voor de aankoop van twee  Boeing 747-400 vliegtuigen. Eén van de vliegtuigen zal worden aangepast voor de lancering van satellieten, de oplevering wordt in 2023 verwacht. L3Harris en Virgin Orbit hebben eerder samengewerkt bij de bouw van Cosmic Girl.
In november 2022 gaf Dan Hart aan de verbouwing van die vliegtuigen waarschijnlijk uit te stellen wegens de verliezen die het bedrijf opliep als gevolg van het lage aantal lanceringen.

## Bedrijfstactiek
Flexibiliteit lijkt het sleutelwoord bij Virgin Orbit te zijn. Het bedrijf wil een raket niet pas bouwen als er een missie voor is, maar een voorraad raketten hebben zodat er niet de gebruikelijke 18 tot 24 maanden tussen een boeking en lancering zitten maar op veel kortere termijn kan worden gelanceerd. Ook zeggen ze constant de markt te blijven lezen en in de gaten te houden of hun raket moet worden aangepast of dat er een groter of juist kleiner type raket bij moet komen.

## VOX Space
Vanuit Virgin Orbit werd het bedrijf VOX Space opgestart. Dit bedrijf is opgericht om Amerikaanse overheidslanceringen binnen te halen en uit te voeren. Dit is nodig om voor de lancering van gevoelige ladingen zoals spionagesatellieten en militaire communicatiesatellieten te kunnen voldoen aan ITAR (International Traffic in Arms Regulations), veiligheidsregels van het Amerikaanse ministerie van defensie voor export van gevoelige kennis en wapentechnologie.
In oktober 2019 was VOX Space een van de acht lanceerbedrijven die door de USAF werden geselecteerd om onder het Orbital Services Program-4 lichte tot medium militaire vrachten te lanceren.

## Concurrentie
De ontwikkeling van een lichte draagraket past binnen een trend die sinds 2010 zichtbaar is naar aanleiding van de populariteit van CubeSats en andere lichte satellieten. Rocket Lab was in 2018 de eerste die erin slaagde een raket voor deze markt in een baan om de aarde te krijgen. Astra wist eind 2020 de orbitale snelheid net niet te halen door brandstof tekort. Ook Vector Launch heeft lichte lanceertuigen in ontwikkeling en richt zich op dezelfde markt maar raakte door een faillissement en doorstart achter op schema. Dit gold ook voor FireFly Space Systems. Dat bedrijf kwam echter eind 2016 zwaar weer nadat het een rechtszaak verloren had van Virgin Galactic. Gebleken was dat Firefly's directeur Tom Markusic de raketmotoren voor zijn Firefly Alpha had ontworpen in de periode dat hij werkzaam was bij Virgin Galactic. Na de verloren rechtszaak trok een grote investeerder zich terug en werd al het personeel van Firefly naar huis gestuurd. In 2017 is de boedel van Firefly ter veiling aangeboden. FireFly maakte nadien een doorstart onder de naam Firefly Aerospace en ontwikkelt nu een iets zwaardere raket. Relativity Space richt zich net als Firefly op een iets krachtiger raket die ook voor zeer lichte satellieten geschikt is.
Verder heeft ook Northrop Grumman Space Systems met de Pegasus een air-to-orbit-raket. De Pegasus is bijna tien keer zo duur als een LauncherOne maar is slechts dubbel zo krachtig en daardoor in het NewSpace-tijdperk nauwelijks meer concurrerend. Ten slotte heeft SpaceX een rideshare-programna voor hun Falcon 9 die in staat is honderden zeer lichte satellieten op een enkele vlucht mee te nemen.